# Лоай Таха
Лоай Таха (івр. לואי טאהא, араб. لؤي طه, нар. 26 листопада 1989, Арраба) — ізраїльський футболіст, захисник клубу «Хапоель» (Хайфа).
Виступав, зокрема, за клуби «Хапоель» (Раанана) та «Хапоель» (Беер-Шева), а також національну збірну Ізраїлю.
Триразовий чемпіон Ізраїлю. Володар Кубка Ізраїлю.

## Клубна кар'єра
Народився 26 листопада 1989 року в місті Арраба. Вихованець юнацьких команд футбольних клубів «Хапоель» (Хайфа) та «Бней-Сахнін».
У дорослому футболі дебютував 2007 року виступами за команду «Ахва Арраба», в якій провів один сезон, взявши участь у 2 матчах чемпіонату. 
Згодом з 2008 по 2012 рік грав у складі команд «Хапоель Кармієль Сафієд», «Ахва Арраба», «Ашдод», «Хапоель» (Кфар-Сава) та «Маккабі» (Умм аль-Фахм).
Своєю грою за останню команду привернув увагу представників тренерського штабу клубу «Хапоель» (Раанана), до складу якого приєднався 2012 року. Відіграв за команду з Раанани наступні три сезони своєї ігрової кар'єри.
У 2015 році уклав контракт з клубом «Хапоель» (Беер-Шева), у складі якого провів наступні шість років своєї кар'єри гравця. 
До складу клубу «Хапоель» (Хайфа) приєднався 2021 року. 

## Виступи за збірну
У 2018 році дебютував в офіційних матчах у складі національної збірної Ізраїлю.
| Дата       | Місто     | Господарі | Результат | Гості              | Турнір                               | Голи | Примітки |
| ---------- | --------- | --------- | --------- | ------------------ | ------------------------------------ | ---- | -------- |
| 24-3-2018  | Нетанья   | Ізраїль   | 1 – 2     | Румунія            | товариський матч                     | -    | 31'      |
| 15-11-2018 | Нетанья   | Ізраїль   | 7 – 0     | Гватемала          | товариський матч                     | -    | 45'      |
| 20-11-2018 | Глазго    | Шотландія | 3 – 2     | Ізраїль            | Ліга націй УЄФА 2018-2019 - 1-й етап | -    | 52' 67'  |
| 21-3-2019  | Хайфа     | Ізраїль   | 1 – 1     | Шотландія          | Ліга націй УЄФА 2018-2019 - 1-й етап | -    |          |
| 24-3-2019  | Хайфа     | Ізраїль   | 4 – 2     | Австрія            | Відбір до ЧЄ 2020                    | -    | 30' 77'  |
| 7-6-2019   | Рига      | Латвія    | 0 – 3     | Ізраїль            | Відбір до ЧЄ 2020                    | -    |          |
| 10-6-2019  | Варшава   | Польща    | 4 – 0     | Ізраїль            | Відбір до ЧЄ 2020                    | -    |          |
| 5-9-2019   | Беер-Шева | Ізраїль   | 1 – 1     | Північна Македонія | Відбір до ЧЄ 2020                    | -    |          |
| 9-9-2019   | Любляна   | Словенія  | 3 – 2     | Ізраїль            | Відбір до ЧЄ 2020                    | -    | 6'       |
| 10-10-2019 | Відень    | Австрія   | 3 – 1     | Ізраїль            | Відбір до ЧЄ 2020                    | -    | 76'      |
| 15-10-2019 | Беер-Шева | Ізраїль   | 3 – 1     | Латвія             | Відбір до ЧЄ 2020                    | -    |          |
| 16-11-2019 | Єрусалим  | Ізраїль   | 1 – 2     | Польща             | Відбір до ЧЄ 2020                    | -    | 42'      |
| 31-3-2021  | Кишинів   | Молдова   | 1 – 4     | Ізраїль            | Відбір до ЧС 2022                    | -    | 50' 58'  |
| Усього     |           | Матчів    | 13        |                    | Голів                                | 0    |          |

## Титули і досягнення
- Чемпіон Ізраїлю (3):

«Хапоель» (Беер-Шева): 2015-2016, 2016-2017, 2017-2018
- Володар Кубка Ізраїлю (1):

«Хапоель» (Беер-Шева): 2019-2020
- Володар Суперкубка Ізраїлю (2):

«Хапоель» (Беер-Шева): 2016, 2017